# Parafia Zmartwychwstania Pańskiego w Meudon
Parafia Zmartwychwstania Pańskiego – prawosławna parafia w Meudon. Jedna z 11 etnicznych parafii rosyjskich pozostających w jurysdykcji Rosyjskiego Kościoła Prawosławnego poza granicami Rosji na terytorium Francji.